# واژه رزروشده
در زبان رایانه‌ای، کلمه رزرو شده (همچنین به عنوان شناسه رزرو شده نیز شناخته می‌شود) کلمه‌ای است که نمی‌تواند به عنوان یک شناسه استفاده شود، مانند نام یک متغیر، تابع یا برچسب - این کلمه "رزرو شده" است. ممکن است کلمات انتخابی توسط کاربران دارای معنا یا مفهوم خاصی هم نباشند.
یک مفهوم نزدیک و اغلب در هم آمیخته یک کلمه کلیدی است، که کلمه ای با معنای خاص در یک زمینه خاص است (بطور مثال ترکیب قسمتی از نام و قسمتی از نام خانوادگی). این یک تعریف معنایی است. در مقابل، نام‌هایی که در یک کتابخانه استاندارد یا پایگاه داده (بانک اطلاعاتی) وجود دارند، اما در زبان تعبیه نشده‌اند، کلمات یا کلیدواژه‌های رزرو شده در نظر گرفته نمی‌شوند. اصطلاحات "کلمه رزرو شده" و "کلید کاربری" اغلب به جای یکدیگر استفاده می شوند - ممکن است بگوییم که یک کلمه رزرو شده "برای استفاده به عنوان کلمه کلیدی رزرو شده است" - و استفاده رسمی از زبانی به زبان دیگر متفاوت است. 
به طور کلی کلمات و کلمات کلیدی رزرو شده نیازی به همخوانی ندارند، اما در بیشتر زبان های برنامه‌نویسی مدرن کلمات کلیدی زیرمجموعه ای از کلمات رزرو شده هستند، زیرا این کار تجزیه را آسان‌تر می کند، زیرا کلمات کلیدی را نمی‌توان با شناسه‌ها اشتباه گرفت. در برخی از زبان‌ها، مانند: سی یا پایتون، کلمات و کلیدواژه‌های رزرو شده منطبق هستند، در حالی که در زبان‌های دیگر، مانند جاوا، همه کلمات کلیدی کلمات رزرو شده هستند، اما برخی از کلمات رزرو شده، کلمات کلیدی نیستند - این کلمات "برای استفاده در آینده رزرو شده‌اند". در زبان‌های دیگر، مانند زبان‌های قدیمی‌تر آلگول، فورترن و PL/I، کلمات کلیدی وجود دارد اما هیچ کلمه‌ای رزرو شده وجود ندارد و کلمات کلیدی با ابزارهای دیگر از شناسه‌ها متمایز می‌شوند.